# Чёрный терьер
Русский чёрный терьер — русская служебная порода собак, выведенная во второй половине XX века в СССР в питомнике «Красная звезда», путём скрещивания ризеншнауцера, эрдельтерьера, ротвейлера, ньюфаундленда и других. Исходной породой послужил ризеншнауцер. Согласно легенде — порода создавалась по прямому указанию И. В. Сталина, по причине чего среди заводчиков и собаководов носит негласное прозвище «собака Сталина».
Собака выше среднего роста, крепкокостная, неприхотливая к условиям содержания, устойчива к простудным заболеваниям, хорошо поддаётся различным видам дрессировки. В настоящее время[когда?]

 русский чёрный терьер распространился по всей территории РФ и соседним[где?] странам и зарекомендовал себя как одна из лучших служебных пород. Это активный участник соревнований по практически всем служебным видам дрессировки: общий курс дрессировки, защитно-караульная и караульная служба, городская собака, русский ринг и так далее[что?].

## История породы
В питомник «Красная звезда» в 1949 году поступил госзаказ на выведение породы служебно-сторожевых собак для службы в любых климатических условиях СССР. Были предъявлены требования: морозоустойчивость (густая, длинная шерсть), физическая сила, длинные конечности (для быстрого бега) с широкими лапами (чтобы не проваливаться в снег), мощные челюсти и зубы, свирепость, но не в ущерб дрессируемости.
Работа началась с массовой метизации, то есть межпородного скрещивания имеющегося поголовья различных пород (восточно-европейская овчарка х ньюфаундленд; сенбернар х кавказская овчарка; немецкий дог х восточно-европейская овчарка; ньюфаундленд х кавказская овчарка; ризеншнауцер х эрдельтерьер; ризеншнауцер х ротвейлер), что привело к созданию нескольких породных групп. Особое внимание обращалось на такиe служебные породы как ризеншнауцер, эрдельтерьер и ротвейлер, а затем также ньюфаундленд и другие. Из этих пород получилась новая породная группа — чёрный терьер. Родоначальником породы послужил ризеншнауцер Рой (Зораб х Леди).
В 1950-е годы питомник стал передавать щенков и взрослых собак собаководам-любителям. В 1957 году на Всесоюзной выставке служебных и охотничьих собак в Москве было показано 43 чёрных терьера. К концу 1970-х годов было получено уже более 800 помётов чёрных терьеров, общая численность щенков, соответствовавших требованиям, превышала 4 тысячи. С начала 1980-х годов чёрных терьеров стали экспонировать на крупных международных выставках, где они пользовались огромным успехом.
В 1981 году приказом № 19 Главного Управления по охране природы, по представлению кинологического совета утверждается Стандарт породы «Русский чёрный терьер» (РЧТ). Порода «Русский чёрный терьер» была зарегистрирована Международной кинологической федерацией (FCI) под № 327 29 сентября 1983 года. 13 ноября 2010 года FCI принята новая редакция стандарта РЧТ. После этого собаки этой породы не только получили всемирное признание, но и стали лучшими на World Dog Show — 2016 , где кобель этой породы был признан лучшей собакой выставки[значимость факта?].

## Внешний вид
Крупная, атлетически сложенная собака, слегка растянутого формата, крепкого грубого типа. Обладает массивным костяком, сильной мускулатурой. Гармонична. Отличается крупной головой, компактным, объёмным и глубоким корпусом. Половой диморфизм отчётливо выражен.
Зубы крупные, белые, плотно прилегающие друг к другу в полном комплекте с зубной формулой (42 зуба). Резцы нижней челюсти расположены в одну линию. Прикус ножницеобразный. Глаза среднего размера, овальной формы, прямо и широко поставленные, темные. Веки сухие, плотно прилегающие и чёрные. Хвост толстый у основания, высоко посаженный. В движении хвост держится энергично, но у основания не должен быть направлен к голове («заячий» хвост). Традиционно купируется в стране происхождения. Некупированный хвост, а также его длина и форма на оценку собаки не влияют. Предпочтение отдается саблевидному или серповидному хвосту.
Шерсть двойная, грубая и густая. Состоит из густого грубого плотного остевого волоса с надломом и более мягкого и короткого густого подшерстка. Остевой волос покрывает все тело, в естественном состоянии его длина от 5 до 15 см. Хорошо развитый украшающий волос образует на голове обильно развитые «брови», «усы» и «бороду». Передние и задние конечности покрыты длинным густым украшающим волосом. Обязателен груминг по установленной форме. Собака после груминга должна выглядеть сильной и самоуверенной, без излишней декоративности за счет избыточно оставленной шерсти. Длинной шерсть оставляют на конечностях и на морде. Стрижка должна подчеркнуть массивность головы, плоский лоб, правильно свисающие уши, сильную шею и правильное строение мощного корпуса. Окрас чёрный, допускается чёрный с незначительной сединой (не более 1/3 общей поверхности окраса).
Высота в холке кобелей — 70—78 см, сук — 66—74 см, но не менее 66 см и не более 74 см. Вес кобелей — 50—60 кг, сук — 45—50 кг.

## Поведение и темперамент
Собака с большим достоинством, уверенная в себе, хорошо управляемая в любой ситуации. При необходимости немедленно занимает активную оборонительную позицию, однако быстро успокаивается при исчезновении опасности. РЧТ красив и обаятелен, вынослив, неприхотлив, умён и дружелюбен. Легко приспосабливается к различным климатическим условиям, хорошо дрессируется, работоспособен, надёжен.
Чёрный терьер отлично дрессируется. Но следует учитывать, что эта собака — не для сидения на цепи частного коттеджа. Чёрному терьеру прежде всего требуется постоянное общение с хозяином, семьёй, в которой он живёт.

## Здоровье
Русский чёрный терьер — порода, обладающая крепким здоровьем. Продолжительность жизни 9—14 лет. Как и у всех собак больших размеров, у чёрного терьера часто бывают дисплазия тазобедренного сустава, дисплазия локтевого сустава, гиперурикозурия, ювенильный паралич гортани и полинейропатия, а также заболевания глаз (энтропион, эктропион, конъюнктивит), болезни ушей (отит, воспаление ушей), грибок бороды.

## Использование
Русский чёрный терьер — одна из популярных пород в российской служебной и ведомственной кинологии. Эта собака должна получать регулярные физические и умственные нагрузки. Черные терьеры плохо подходят для спокойной жизни собаки-компаньона и нуждаются в занятиях соответствующих их предназначению.
Чаще всего спортивные кинологи выступают с РЧТ в таких дисциплинах, как общий курс дрессировки, защитно-караульная служба, русский ринг, большой ринг, IGP, обидиенс. Ведомственные кинологи также используют русских чёрных терьеров для поиска наркотических и взрывчатых веществ, задержания и конвоирования нарушителей, караульной, пограничной службы и охраны территорий.